# جيني جاك
جيني جاك (بالإنجليزية: Jennie Jacques)‏ هي ممثلة بريطانية، ولدت في 28 فبراير 1989 في كوفنتري في المملكة المتحدة.

## وصلات خارجية
- جيني جاك على موقع IMDb (الإنجليزية)
- جيني جاك على موقع قاعدة بيانات الفيلم (الإنجليزية)